# Trilha Sonora do Gueto
Trilha Sonora do Gueto, também conhecido somente como T$G ou T.S. DO GUETO, é um grupo de rap brasileiro. Formado oficialmente em 1999, sofreu ao longo da carreira algumas reformulações com a entrada e saída de alguns integrantes. Possuindo atualmente os integrantes: Kaskão (Djalma Oliveira Rios), Zekinha (Djalma Oliveira Rios Júnior) e DJ Soneka (Edson Pereira dos Santos). Com quatro álbuns e um DVD lançado, o grupo usa uma linguagem coloquial e gírias nos encartes dos mesmo.

## Biografia

### Carreira
O grupo surgiu em 1999, com os integrantes Cascão, Bokão (falecido) e Véio, oriundos do bairro Capão Redondo. A ideia da formação do grupo foi feita por Cascão, após ele sair da prisão, onde ficou por oito anos, por assalto a banco. Começou a tornar-se conhecido regionalmente ao abrir shows do renomado grupo Racionais MC's. Em entrevista dada, Cascão disse que os Racionais não o apadrinhou, mas sim deu espaço para o grupo mostrar o que de melhor tinha. Em 2000, o grupo foi reforçado com a chegada de três novos integrantes, X-Bacon e Karate, vindos de São Matheus, Zona Leste de São Paulo; e DJ Pudim, de Jaguaré. O primeiro trabalho foi apresentando em 2003, no álbum de estúdio Us Fracu num Tem Veiz, e conseguiu vinte mil cópias originais e era vendido por R$ 20,00 na periferia, um preço alto na visão socioeconômica, conforme declarado pelo vocalista do grupo. Foi gravada em parceria com a gravadora Vida Loka Produções.
Deste álbum, o destaque ficou para as músicas "Um Pião de Vida Loka", que participou do seriado Turma do Gueto e foi indicada ao Video Music Brasil 2004, na categoria "Melhor videoclipe de rap do Ano", mas acabou perdendo. O outro destaque ficou por conta de Torçu Pru Bem, que estreou um clipe na MTV. Cascão disse que não se importa muito com prêmios, e que prefere seguir uma carreira sem pretensões extras. Em 2006, o grupo lançou o seu segundo álbum, o primeiro ao vivo, chamado Aos Vivos. O álbum não teve tanta repercussão como o anterior, tanto é porque um tempo depois, no mesmo ano, o Trilha Sonora do Gueto lançou um DVD, chamado Kumigu kem kise, Kontra mim kem Puder (Comigo quem quiser, Contra mim quem Puder), que trouxe as faixas de maior destaque do grupo.
Em 2007, o grupo sofreu diversas reformulações, onde os integrantes X-Bacon, Karate e DJ Pudim saíram do grupo para seguir carreira solo. Com isso, Zekinha filho do Cascão que sempre acompanhou o pai nos shows desde que nascera e fazia participações, começou a fazer parte oficialmente do grupo. Em 2008 foi lançado o segundo álbum de estúdio, Purke Tudo num Mundo é Vaidade, com 18 músicas inéditas e DJ Soneka entrou no grupo. Em 2010 Bia entrou para o grupo, e casou-se com Cascão, onde foi lançado o álbum Sem Nome Nem Placa, que se trata de um projeto gospel idealizado pelo Cascão. Bia e Cascão tiveram um filho chamado Samuel.
Em abril de 2015 foi lançado o álbum Du Lixo Au Luxu. Em outubro de 2017 a velha formação Caskão, XBacon (Aureliano) e Karate (Alessandro) voltou e gravaram o clipe da musica "Neblina".
Em 2018 Karate saiu novamente do grupo.

### Integrantes
- Cascão T$G

Nascido em 8 de dezembro de 1972, Djalma Oliveira Rios mais conhecido como Cascão, ex presidiário que passou quase uma década na cadeia por assaltar bancos, hoje convertido, formado em direito e em teologia, é um dos rappers brasileiros com maior ascensão nas periferias do país. Em 24 de março de 1999 fundou o grupo de rap brasileiro Trilha Sonora do Gueto do qual é líder até os dias de hoje.
- Zekinha T$G

Filho do rapper Cascão, nasceu em 8 de novembro de 1999, aos 4 anos da idade já acompanhava e fazia participações nas apresentações do grupo de rap do pai. Em 2003 fez a abertura do Vídeo Clipe da música “Torçu Pru Bem” que teve lançamento na MTV, no qual ganhou destaque com a frase “A Revolução Não Tem Idade” tema sempre utilizado pelo grupo. Em 2008 ganhou maior destaque no cenário da música após o lançamento da faixa “Face Oculta” que compõe o CD Purke Tudu Num Mundu é Vaidade, na qual foi febre nas periferias de todo país e na internet, sendo homenageado pelos fãs como o “Rap do Zekinha”. Segue atuante como integrante do T$G junto com o pai.
No ano de 2016 lançou a marca “ZK” que segue no ramo de vestuário, sendo vendida para o país inteiro através da loja online e física oficial do Grupo T$G.
- DJ Soneka T$G

Iniciou sua carreira nos anos 90 tocando em pequenas festas. No ano de 2000 começou a discotecar também em grupos de rap, sua primeira atuação foi no Disciplinados Mcs, e em algum tempo foi para o grupo Realidade Urbana, onde passou a ter mais conhecimento e profissionalismo. Em 2008 participou do Campeonato Hip Hop DJ e no mesmo ano pelo seu desempenho e técnica recebeu o convite para integrar o grupo Trilha Sonora do Gueto, onde está até os dias atuais.
Foi residente de varias casas noturnas como Cabaret Disco, Next Lounge, Opium Club entre outras, passou também por casas conceituadas em São Paulo como Joy Club, Shagy, Urbanos e Ogaleão Cambury, e também Confraria Club em Florianópolis, John Bull em Curitiba e também em Porto Alegre. Em 2012 ficou entre os 5 melhores DJs de São Paulo, e atualmente além do TSG tem alguns projetos musicais e toca como convidado em clubes.

## Discografia

### Álbuns
- Us Fracu num Tem Veiz (2003)
- Aos Vivos (2006)
- Purke Tudo num Mundo é Vaidade (2008)
- Sem Nome, Nem Placa (2011)
- Du Lixo Au Luxu (2015)

### DVDs
- Kumigu kem kise, Kontra mim kem Puder (2006)

### Álbuns não Lançados
- Vida Loka de Gravata (1999)